# Caspar de Creaux
Caspar de Creaux, född okänt datum, död 1738, var en dansmästare vid Lunds universitet, och krögare.

## Biografi
När Caspar de Creaux tillträdde dansmästartjänsten vid Lunds universitet år 1700 hade dess tidigare innehavare lämnat mycket att önska; Caspars far, Louis de Creaux, hade gjort sig ett rykte som upptågs- och bråkmakare, Paul Wulferhertz hade bedragit sin hustru och flytt landet, och Caspars företrädare Jean Colmar hade endast stannat på posten i två år. Caspar de Creaux undervisade emellertid universitetets studenter i sällskapsdans i 38 år fram till sin död, och skall ha karaktäriserats som "driftig".
Utöver sin dansmästarsyssla var han även staden Lunds källarmästare, ett ämbete som stadens råd tilldelat honom i hopp om att han genom kontakter till faderns hemland Frankrike kunde avhjälpa den stora vinbrist som på grund av det stora nordiska kriget drabbade staden och som inte bara hotade sällskapslivet utan även nattvardsfirandet. de Creaux krog skall ha haft ett gott sortiment med franska viner, franskt brännvin och tyskt öl, ehuru värden noga undvek att servera svenskt öl eller brännvin. Om själva krogen skall det ha rått delade meningar; å ena sidan anmäldes han till magistraten för att ha dåliga och alldeles för dyra viner, men å andra sidan firade exempelvis Skånska nationen fest "uti ett lustigt lag" hos honom vid Ulrika Eleonoras kröning. Genom den kombinerade dans- och krogverksamheten skall de Creaux ha blivit ganska välbärgad och skaffat sig ett hus vid Stortorget. Om det var detta hus som brann ner tillsammans med språkmästare Pierre Allegres hus år 1711 är oklart, men år 1735 sålde han i alla fall gården nummer ett vid Bredgatan för 150 daler silvermynt.
Caspar de Creaux avled år 1738, och efterträddes som dansmästare av sin son Ludvig de Creaux, för vilken han även utverkat tjänsten som akademiboktryckare.